# Varnums kyrka
Varnums kyrka är även ett äldre namn på Önums kyrka
Varnums kyrka är en kyrkobyggnad i västra delen av Ulricehamns kommun. Den tillhör sedan 2006 Södra Vings församling (tidigare Varnums församling)  i Skara stift.

## Kyrkobyggnaden
Den romanska kyrkan ligger på en ås ovanför Viskans dalgång och är från 1100-talet. Den förlängdes åt öster, troligen på 1400-talet. Ovanligt är att entrén ligger på långhusets norrsida, istället för på den västra eller södra. År 1745 förlängdes koret tre alnar och fick en tresidig avslutning, med samma bredd som långhuset. Samma år uppfördes en sakristia vid södra sidan. År 1778 tillkom ett förrådsutrymme i trä vid västgaveln, varpå restes ett litet säreget klocktorn i trä. 
Inredning och spegelvalv i det långsmala kyrkorummet är 1700-talspräglad.  

## Inventarier

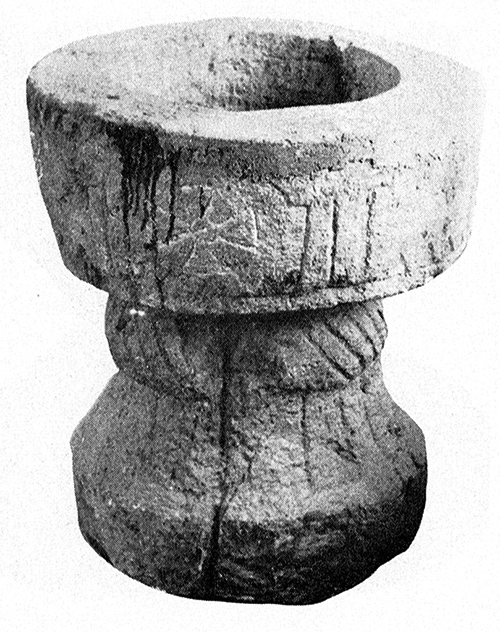
Dopfunten

- Dopfunt av sandsten tillverkad under 1200-talet i två delar med höjden 81 cm. Cuppan är cylindrisk och något skrånande nedåt, med rundad undersida. Randen har konturhuggna, dubbla bågar. Livet är indelat i fem arkadfält med följande konturtecknade figurer i relief: kors, stående fransk lilja och fågel. Foten är rund och plintformad samt upptill avslutad med en mycket kraftig repstav. Den har vertikala ritsar, varav en även utgör uttömningsränna. Centralt uttömningshål har funnits i cuppan.[1]
- Altaruppsatsen snidades 1694 av Gustaf Kihlman.
- Predikstolen tillkom 1708 och är utförd av Anders Ekberg.
- Triumfkrucifixet är från 1200-talets mitt.
- En tronande madonnaskulptur från 1100-talets senare del utförd i ek, med höjden 64 cm, förvaras i Borås museum[2], liksom även ett krucifix och en del av ett mycket gammalt altarskåp.

### Orgel
Den gamla orgeln från 1961 monterades ned 2014. Numera står endast fasaden kvar och huvudinstrumentet är en digitalorgel.